# Walter Runciman, 1. Viscount Runciman of Doxford

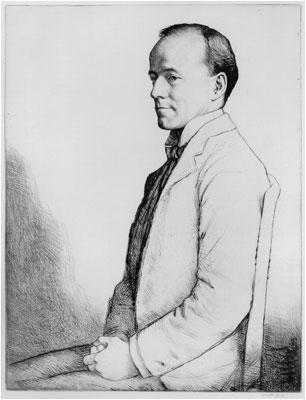
Walter Runciman, 1. Viscount Runciman of Doxford

Walter Runciman, 1. Viscount Runciman of Doxford (* 19. November 1870 in South Shields; † 14. November 1949) war ein britischer Politiker. Als langjähriges liberales Mitglied des House of Commons war er mehrfach Minister in verschiedenen britischen Regierungen.

## Leben
Walter Runciman war der Sohn von Sir Walter Runciman (1847–1937). Er begann, für die Walter Runciman & Co. zu arbeiten, und wurde dann Direktor der Moor Line Bereits 1899 wurde er Abgeordneter im House of Commons. Im folgenden Jahr unterlag er Winston Churchill, den er zuvor besiegt hatte, wurde jedoch 1902 wiedergewählt. Von 1908 bis 1937 bekleidete er verschiedene Ministerposten. So war er von 1908 bis 1911 im Erziehungsministerium, 1911 Agrarminister und schließlich für zwei Perioden britischer Handelsminister (1915–1916, 1931–1937). Während der verschiedenen Spaltungen der Liberal Party stand er in Opposition zu David Lloyd George und verlor 1918 sein Mandat. Erst 1924 wurde er wiedergewählt. Bei einem Jahresbankett der London Chamber of Commerce & Industry äußerte er offen seine Bewunderung für Benito Mussolini.
Im Juni 1937 wurde ihm der Titel Viscount Runciman of Doxford, of Doxford in the County of Northumberland, verliehen. Sein Vater war vier Jahre zuvor zum Baron Runciman erhoben worden; diesen Titel erbte Runciman zwei Monate nach seiner eigenen Erhebung in den Adelsstand. Von 1938 bis 1939 war er Lord President of the Council.

## Familie
Runciman heiratete 1898 Hilda Stevenson (1869–1956). Sie hatten zwei Söhne und drei Töchter. Eine der Töchter, Margaret, verehelichte Fairweather (1901–1944), war die erste Frau, die eine Spitfire flog; sie fiel im Zweiten Weltkrieg als Pilotin bei der Überführung von Flugzeugen.
Seinen Titel erbte der älteste Sohn Leslie (1900–1989), Vater des Soziologen Walter Runciman; der zweite Sohn, Steven Runciman, wurde ein bedeutender Historiker.

## Runciman-Mission (1938)
Vom 3. August bis 5. September 1938 war Lord Runciman von der britischen Regierung Chamberlain in die Tschechoslowakei geschickt worden, um in der Sudetenkrise zu vermitteln. Die Rolle Runcimans sowie der britischen Regierung wird in dem Roman „Ein Mann liest Zeitung“ von Justin Steinfeld kritisch beleuchtet.